# 緊急警報放送
緊急警報放送（きんきゅうけいほうほうそう、英: Emergency Warning System：EWSまたはEmergency Warning Broadcast System：EWBS）は、電波法施行規則第2条第1項第84号の2に規定する緊急警報信号を使用して、待機状態にあるテレビ・ラジオ受信機のスイッチを自動的にオンにして行われる放送である。地震など大規模災害が発生した場合や、津波警報が発表された場合などに行われ、災害の発生に伴う被害の予防や軽減に役立たせることを目的としている。
テレビやラジオを自動的に起動させるためには緊急警報放送に対応した受信機が必要になる。
なお、受信機のスイッチを自動的にオンにして行う放送として緊急告知FMラジオなどがあるが、これらは法令に基づく緊急警報信号を使用していないことが異なる。
地上デジタル放送やワンセグ・フルセグを搭載しているカーナビゲーションシステムには、緊急警報放送を受信するとアラームと共に強制的に放送されているチャンネルへ変更し現在地から最も近い避難所へナビゲーションする機能が付属している。

## 概要
該当する地域の住民の生命・財産の保護のため、放送局が緊急警報信号（Emergency Warning Signal, 略称：EWS）と呼ばれる特別な信号を前置したうえで臨時に行う放送で、1985年9月1日から日本放送協会（NHK）および13の民間放送局で導入を開始した。また、NHKでは同日に初めての試験放送を実施している。
以下の条件のいずれかに該当する場合に行われる（放送法施行規則第82条および無線局運用規則138条の2に規定がある）。
- 津波警報・大津波警報が発表された場合
- 災害対策基本法第57条に基づく都道府県知事や市町村長（東京特別区の区長を含む）からの要請があった場合

※かつては東海地震の警戒宣言が発令された場合においても行われる可能性があった。
緊急警報放送の受信に対応した受信機は、待機状態でも緊急警報信号を受信するための回路を作動させており、緊急警報信号を受信した際にはただちに電源をオンにして放送の受信状態に移行する。これにより、緊急警報放送の開始時に受信機の電源がオフの状態であったとしても放送を受信することが可能。
緊急警報信号の形式はアナログとデジタルで異なる。アナログ放送では音声に周波数偏移変調（FSK）の警報信号を多重するが、1024または640Hzの可聴音であるため、耳で聞き取ることができる（俗に「ピロピロ音」と称される）。一方、デジタル放送では放送波の中の制御信号（音声などには変換されない）に織り込まれているため、聞き取ることはできない。ただし、デジタル放送では緊急警報放送を受信して自動で電源が入った後には、メッセージ（「緊急警報放送が放送されています」など）が表示されるだけで警報音が鳴らない機種がほとんどのため、NHKではデジタル放送でもアラーム代わりとして信号音を送出している。
放送の内容は通常の災害報道であり、安否情報や火の元の安全を呼びかける放送、津波の到達が予想される場合は警報・注意報の発表状況、津波の到達予想時刻などが繰り返し放送される。

## 信号

### 緊急警報信号の種類
緊急警報放送の開始・終了の際に使用される緊急警報信号には第1種開始信号、第2種開始信号、終了信号の3種ある。
- 第1種信号は、各自治体（都道府県ならびに市区町村）の首長から避難指示や緊急安全確保が発令された場合などに送信される（第1種、第2種ともに約16秒間鳴らされる）。
- 第2種信号は、（大）津波警報が発表された場合のみ送信される。第1種信号は強制的に動作するが、第2種信号は受信側で動作させない設定が可能（特に海岸や川の河口から遠く離れている地域や内陸の地域）。NHKでは全国放送で実施されている。
- 終了信号は、第1種開始信号や第2種開始信号が送信された場合、すみやかに送信される（おおむね10分以内であり、信号音は2秒間で4回鳴らされる）。
- 試験信号は、終了信号と同一であるが開始信号を送信することなく終了信号のみが送信された場合を意味しており、受信機が正常に動作するかを確認するための信号である（事実上、緊急警報放送の定期放送ともされている）。

### アナログ放送
アナログ放送では、音声搬送波にデジタルの警報信号を多重して送信される。開始信号が96ビット・終了信号が192ビットの長さ、通信速度64 bps（よって、開始信号は1.5秒間、終了信号は3秒間）で、開始/終了、地域区分、日付や時間を示す情報が織り込まれている。この信号の情報は、FSK変調により「1」を1024Hzの音声信号、「0」を640Hzの音声信号とするデジタル信号に変換されて音声搬送波に多重されて送信される。対応する受信器（テレビ）はこれを復調して信号を検出する回路を持っており、信号に応じてスイッチを入れるなどの動作をする。なお、開始信号では受信確率が高まるよう4〜10回、終了信号は2〜4回繰り返される。

### デジタル放送
デジタル放送では、制御信号の緊急警報放送識別子というデータで送信される。具体的には、伝送制御信号TMCC（Transmission and Multiplexing Configuration and Control）の中の「起動制御信号」（起動フラグ）と、MPEG-TS信号のPMT（Program Map Table）の緊急情報記述子の中の信号の2種類を用いる。起動制御信号は全204ビットあるTMCCビット列の中の26番目に設定されており、これが「1」のときが緊急警報放送「放送中」、「0」の時が終了・通常放送中となる。PMTの緊急情報記述子内の関連する部分は「1」「0」で緊急放送中か否かを表す"start_end_flag"（1ビット）、第1種/第2種種別を示す符号（1ビット）、間に予備ビット（6ビット）を挟み、地域符号の長さを示す符号（8ビット）、地域符号（12ビット）から構成される。受信機はTMCCレイヤの起動制御信号を常時監視し「1」となったら次はMPEG-TSレイヤーの"start_end_flag"を監視し、これも「1」となったら緊急警報放送の受信を開始する。また"start_end_flag"が「0」になるか起動制御信号が「0」になれば、受信を終了する。
この信号はワンセグでも受信でき、ウェイクアップ機能を持つ機種の端末では、信号を受信すると自動起動する。
その信号を受信した放送局に合わせると「このチャンネルで緊急警報放送が放送されています」（シャープ製品の場合）というような情報が確認することができる。なお、対応機種はごく限られているため、すべてのデジタル放送受信機で表示されるわけではない。デジタル放送でも、アナログ放送のEWS信号音を音声信号と見なして放送できることが法律で認められている。

### 地域符号
緊急警報信号には、特定の県にだけ警報を発する「県域符号」、より範囲の広い「広域符号」、全域に発する「地域共通符号」がある。

### 放送の制限
緊急警報放送はその役割から、放送法施行規則第82条及び無線局運用規則第138条に、規定された理由以外での使用をしてはならないとしている。しかしながら、2010年3月7日に放映された『サンデーモーニング』 (TBS) において、前週の2010年2月28日に放映した内容を録画放映した際に、チリ地震による大津波警報・津波警報・津波注意報が日本各地に発表されたときの緊急警報放送が入ったままのVTRを放映し、一部受信機が動作した事例が存在する。この事例では番組終了間際に終了信号の送信が行われた。
2023年12月2日（日本時間）23時37分頃にフィリピン付近で発生した地震で、23時56分に日本の太平洋沿岸に津波注意報が発表されたが、3日午前0時のNHKニュースで、誤って緊急警報放送の開始信号を送出、直ちに終了信号を発するトラブルがあった。

## 試験信号放送
日本放送協会（NHK）とほとんどの民放各放送局では、緊急警報放送の受信機の動作などを確認するため、試験放送を月1回程度放送している。
NHKは、毎月1日（1月のみ4日〈曜日配列や、スポーツ中継などがある場合は5日以降の場合あり〉）正午前の11時59分から12時に、総合テレビ、ラジオ第1、FM放送でいずれも各放送局別で、総合テレビのワンセグも含めて試験信号放送を送出している。なお、ラジオ・FMの同時配信を行う「NHKネットラジオ らじる★らじる」及び民放ラジオポータル「radiko」では試験信号放送自体（アナウンス・信号音共通）完全にカットされ、この間はクラシック（フィラー）音楽を流している。テレビの同時配信を行うNHKプラスでは試験信号放送は配信されているが、見逃し配信の対象外である。
NHKでの緊急警報放送試験信号の流れ（アナウンス音源は内藤啓史アナウンサーの声）
| 「今から、緊急警報放送の試験信号をNHKから放送します。緊急警報受信機をお持ちの方は、受信機が信号を正しく受信するかどうか確かめてください」 （信号音：終了信号と同じく2秒間で4回鳴らされる） 「緊急警報放送の試験信号をお伝えしました。この緊急警報放送は、津波などの際、自動的にテレビ・ラジオのスイッチを入れ、情報を伝えるものです」 |

以前は川野一宇元アナウンサーのアナウンスで「今から、緊急警報放送の試験信号をNHK○○（各局）から放送します」と各地の放送局名が含まれていたが、2018年4月より現在の形に更新された。なお、この更新の際に信号音の前に「受信機能を持った対応機向けの放送」である旨を知らせるテロップが追加された。
試験信号の発信後に使用される映像は基本的に全国共通であるが、2004年4月から2012年3月まで使用されていた試験放送では阪神・淡路大震災発生時の被災映像（倒壊した阪神高速3号神戸線の高架橋）が含まれていたため、近畿広域圏（NHK大阪放送局発）に限り別の映像（開始初期から行っているイラストの静止画像のみ。イラスト自体は2004年以前のものと異なる）に差し替えられていた。2004年3月以前は、北海道南西沖地震で被災した奥尻島の映像が使用されていた。
2012年4月以降の試験信号放送ではこれまでの阪神・淡路大震災発生時の被災映像に代わり、東北地方太平洋沖地震（東日本大震災）の映像が、「地震発生時にNHK放送センター屋上の情報カメラから撮影された、新宿新都心を映しつつカメラが激しく揺れる光景」「渋谷駅上空から撮影した、駅前に溢れる帰宅困難者」「宮城県上空で撮影された、沖合から押し寄せる津波」の順に使用されている。近畿広域圏でも東京と同様の映像が使用されている。

### 民放
民放各局でも、試験放送（夜中か早朝(局名告知前後)）を行っている。以下では、緊急警報放送の試験放送を実施している局を掲載。
凡例
- ○：可聴音を出して試験放送を実施している局
- △：試験放送は行っているものの可聴音域の信号音が重畳しない局
- ×：試験放送を実施していない局

#### テレビ
- 青森テレビ（JNN）△（毎月1日(1月のみ2日[注 10])、オープニング局名告知前）
- 東北放送（JNN） 不明（月1回）
- 日本テレビ（NNN）△（不定期、放送休止中 / 過去は毎月1回実施していた）
- テレビ朝日（ANN）×、デジタルは停波（月1 - 2回程度、日曜の放送休止後）
- TBSテレビ（JNN）△（月1回程度、放送休止中）
- テレビ東京（TXN）×、デジタルは停波（月末日曜日、放送休止後）
- フジテレビ（FNN）△（不定期、放送休止前）
- 千葉テレビ（JAITS）
- 信越放送（JNN） 不明（毎月1日、放送休止後）
- 山梨放送（NNN）
- テレビ山梨（JNN）○、デジタルはデジタル放送専用の試験を実施（毎月1回、フィラー前）
- 新潟放送（JNN）×、デジタルはフィラー（毎月第2日曜、クロージング後）
- 富山テレビ（FNN） 不明（毎月1日、オープニング前）
- チューリップテレビ（JNN）
- 北陸放送（JNN） △（毎月第1日曜、放送休止前）
- 石川テレビ（FNN） 不明（毎月1回、オープニング前）
- テレビ金沢（NNN）
- 北陸朝日放送（ANN） 不明（毎月第1月曜、クロージング後）
- 福井テレビ（FNN）
- 静岡放送（JNN） 不明（不定期、オープニング前）
- テレビ静岡（FNN）
- 静岡朝日テレビ（ANN）
- 静岡第一テレビ（NNN） 不明（「日テレNEWS24」終了後）
- 東海テレビ（FNN）
- メ〜テレ（ANN）△（毎月第1日曜 放送休止前）
- 中京テレビ（NNN）
- 毎日放送（JNN）△（毎月第1日曜、フィラー前）
- 朝日放送テレビ（ANN）○（毎月月末日曜、通販番組前）
- 関西テレビ（FNN）△（毎月第1月曜、午後に5分間前後[12]）
- 読売テレビ（NNN）△、デジタルはナレーションなし（毎月1日か2日、放送休止中）
- 岡山放送（FNN） 不明（不定期、放送休止後）
- 広島テレビ（NNN）
- 四国放送（NNN）

#### ラジオ
- 青森放送（JRN・NRN）（2011年7月20日まではテレビでも実施[13][信頼性要検証]）
- 東北放送（JRN・NRN）（毎週第2月曜 14時59分00秒より14時59分50秒）
- TBSラジオ（JRN）（毎月第2日曜放送終了後。かつては[いつ?]毎月1日の基点時に放送）
- 文化放送（NRN）（毎月第1週の日曜深夜=月曜未明のクロージング後。ただし、第1週に終夜放送を行う場合は翌週の第2週に実施する場合もある。）
- ニッポン放送（NRN）（毎週月曜のオープニング、「君が代」演奏後。かつては[いつ?]日曜深夜のクロージング前に実施していた）
- エフエム東京（JFN）
- FMながおか（コミュニティFM）（毎月1日、長岡市向けは12時30分頃、小千谷市向けは12時35分頃[注 11]）
- エフエムとおかまち（コミュニティFM）（毎月第1月曜日 14時から）
- FMゆきぐに（コミュニティFM）（毎月1日（1月は年始明けの月曜日）11時53分から約2分間）
- 信越放送（JRN・NRN）
- エフエムとうみ（コミュニティFM）（毎月1日 12時40分から13時の間）
- 山梨放送（JRN・NRN）
- 新潟放送（JRN・NRN）
- 北陸放送（JRN・NRN）（毎月第1日曜の放送終了直前）
- 静岡放送（JRN・NRN）
- 静岡エフエム放送（JFN）（毎月第1金曜日 10時7分頃から）
- CBCラジオ（JRN）（毎週月曜オープニングに内包。CBCテレビでは実施していない）
- 東海ラジオ（NRN）
- 京都放送（NRN）（テレビでは実施していない）
- MBSラジオ（JRN・NRN）
- 朝日放送ラジオ（JRN・NRN）（毎月第1火曜日4時34分に放送）
- ラジオ大阪（NRN）
- 四国放送（JRN・NRN）
- エフエム小国（コミュニティFM）（熊本県阿蘇郡小国町）

### 過去に実施していた民放局
- 北日本放送（テレビ・ラジオとも実施）
- 福井放送（テレビ・ラジオとも実施。テレビでは毎月1回、日曜のクロージング後に実施していた）。

※上記2局ともテレビは2011年7月24日のアナログ放送終了をもって、ラジオは12月31日をもってそれぞれ運用を終了した。

## 受信機
アナログ放送の対応機種は各社から計10種類程度は発売されたが、ほとんど普及しなかった。最後まで残っていたパナソニックRF-U99-Kも2004年で生産を打切り、市場在庫からも一旦姿を消した。のちに2007年6月10日より地震・津波などの災害時のFM緊急警報放送に対応したFM/AM2バンドラジオ「RF-U350」が改めて発売された。また2010年8月30日には、FMラジオ放送による緊急警報放送と緊急地震速報の両方に対応した地震津波警報機「EWR200」がユニデンから発売された。他にはエフ・アール・シーが、FMラジオによる緊急警報放送・緊急地震速報、果ては市町村防災行政無線同報系（アナログ無線のみ。デジタル無線は非対応）までが受信出来る特定小電力トランシーバー（同社では「防災ラジオ」と称している）「FC-R119D」を発売している。

### 低い普及率と課題
2001年末の段階でテレビ・ラジオの対応機種の出荷台数は計50万台であり、普及率約0.2%、500台に1台にとどまっている。なお、中央防災会議（2012年）の資料における対応受信機の推定普及台数は、テレビが400万台、ラジオが50万台となっている。同資料は普及率が低迷する原因として、待機電力がかかることや、「緊急警報放送への対応」が商品価値にはほとんど資さないことなどを挙げている。
緊急警報放送により自動的に受信機が起動するということは連続して待機し続けることである。つまりこれは放送を復調する受信部と緊急警報信号の特殊なパターンと一致するか判断する解析部に常時通電しておく事になるのであるが、しかしアナログ式受信機の待機電力は一般的な電化製品や映像機器より低く、これは超低消費電力と宣伝している最新機器に匹敵するほどの低消費電力である。
現在販売中のアナログ式地震津波警報機（緊急警報放送と緊急地震速報の両方に対応した超短波FM放送専用受信機（取扱説明書に監視時の消費電力約1.0W記載、品番EWR200、ユニデン製）の年間電気使用料は約193円、過去に販売された中で代表的なものとして緊急警報放送受信機（NHK緊急警報放送専用アナログテレビとFM放送対応、取扱説明書に監視時の消費電力約AC0.3Wの記載、品番RF-K1、パナソニック製）は約58円である。家電業界がカタログ表示に用いる全国10電力会社平均単価（1kWh=22円、月間使用量295kWh/月の場合、税込）を年間電気使用量の換算根拠とした。デジタル放送対応チューナーは、緊急警報放送の試験信号を受信しても受信した旨の警告文を表示したり、お知らせ項目に記録を残さない。緊急警報放送の本番信号（地震や津波）を受信しても、待機から自動的に起動したり、視聴中に特定のチャンネルに切り替える旨の告知文を表示させるかどうかは各メーカーの判断（仕様）に委ねられているので購入した機器が必ず動作するなどと過度の期待は持たない方が良い。

## 第2種信号での運用
NHKで緊急警報放送の第2種信号運用（大津波・津波警報）が行われる場合は、衛星放送も含めたテレビ・ラジオ全チャンネル（G・E・BS・BSP4K・BS8K・R1・R2・FM）を使って情報が伝達される（サイマル放送も参照。この場合、テレビ副音声とR2は外国語放送（英語、中国語、朝鮮語、ポルトガル語の4か国語で放送）となる。全ての波を、用いて全国に中継されるため「全波全中」という別名で呼ばれることがある（廣井脩「災害情報論」）。NHKワールドのテレビ・ラジオの放送も含まれるが、信号音はラジオ放送のみに流れる）。
緊急警報放送の第2種信号放送が行われる間は、Gの内容を原則としてそのまま放送する。ただし、Gの場合には地域によってローカルニュース差し替えの場合がある。
なお民放各局は、試験放送を行う局であっても、津波警報などが発表されても第2種開始信号などの緊急警報信号を送出しなかった事例が多数あるため（コミュニティ放送を除く）、手動で放送局を設定できる機種の場合はNHKが推奨される。
民放では、津波警報の発表で緊急警報放送を送出することはほとんどないが、2010年2月（チリ地震津波）と2011年3月（東日本大震災）の大津波警報発表時には、ほとんどの民放でも緊急警報放送を実施した。しかし、日頃からの運用例がないことなどから一部の局では放送事故が発生しており、特にフジテレビではアニメ番組中だったものの、音声が出なかったり不要音が発生したりなどした。また東日本大震災の際には、テレビ東京のように本来の第2種開始信号ではなく第1種開始信号を送出した例や、TBSラジオのように終了信号を数十時間に渡り送出しなかった例もみられた。

## 緊急警報放送の実施例
冒頭で述べたように、緊急警報放送は以下の条件のいずれかに該当する場合に行われる。
1.(大)津波警報が発表された場合
津波警報・津波注意報が発表された事例の一覧を参照
2.災害対策基本法第57条に基づく都道府県知事や市町村長（東京特別区の区長を含む）からの要請があった場合
実績なし。
※前述の通り、以前は東海地震の警戒宣言が発令された場合に行われる可能性があったが、結局は実績のないままであった。

## 海外の類例
多くの報道機関で規格化・統一された警報を市民に伝える「公衆警報システム」は多くの国で普及している。XML形式のCommon Alerting Protocol (CAP)を用いた警報システムは、アメリカをはじめ、カナダ、メキシコなどで運用されている。
NHKが開発した緊急警報放送の技術は、自動起動が特徴である。1985年に世界で初めて自動起動の警報システムを実現したとして、2016年5月に電気・電子・情報分野の技術的貢献を顕彰するIEEEマイルストーンに認定されている。

### ISDBの緊急警報放送：フィリピン、南米諸国など
日本（NHK）が中心となって開発したデジタル放送方式のISDBのうち、地上放送・衛星放送は緊急警報放送(EWBS)を実施できるよう標準化されている。フィリピンや南アメリカのいくつかの国では、日本の戦略的な技術協力によりEWBSの運用が行われている。これらの例では、日本と異なり文字スーパー表示を採用している。最初の緊急情報のみならず防災に関する続報の伝達が重視されるためで、文字情報等の伝達にワンセグの帯域を活用し、単純な警報信号というよりは、CAPやLアラートのような防災情報の共通プロトコルの側面が強い。テレビだけではなくデジタルサイネージ（電光掲示板）やサイレンとの連動が行われ、一般家庭よりも役場、消防、病院などの公共の場での利用が重視されている。また運用には政府の防災機関が介在する。
フィリピンではEWBSの実施体制が整い、2016年から販売するテレビへのEWBS機能の搭載が義務付けられている。
ペルーではEWBSの運用が始まり公共施設への受信機設置が進められているが、未だ放送設備のデジタル化が途上にある。
エルサルバドル、コスタリカ、ニカラグアでは共通仕様でEWBSによる緊急地震速報(EEW)が試験導入されている。

### アメリカ合衆国
アメリカ合衆国では、緊急警報システムとして1950年代より多数の放送局に統一化された形式で警報を伝達するシステムが構築され、2012年現在は第3世代のEmergency Alert System (EAS)が整備され、全米のテレビ・ラジオ局を対象にしている。国家レベルの警報発信時には緊急事態管理庁(FEMA)経由で国内基幹放送局に、州や郡レベルの警報発信時には州レベルの放送局に、それぞれ警報を伝達、そこから各支局に伝達して放送内容をコントロールする。ただし、日本の緊急警報放送のように受信機を強制起動するシステムではなく、合衆国政府や州政府が発信する統一形式の情報を各放送局に送り、自動化された警報文を字幕や音声で伝えるものである。
1971年2月20日現地時間午前9時30分頃、コロラド州シャイアンマウンテンの空軍がテスト用と誤って全米のテレビやラジオの放送局へ本物のテープを流してしまい、後にAPワイヤ（現在のAT&T）からの情報で誤報と解りすぐに訂正され通常放送に戻ったが一時騒然となった。この誤報に関わった空軍のスタッフは責任を問われて解雇されている。
- 第1世代 : CONELRAD（英語版） (Control of Electromagnetic Radiation) - ソ連による核攻撃への対策の1つとして、トルーマン大統領の指示で1951年に構築された。国家レベルの有事を想定したもので、空軍から専用電話でラジオ基幹局に伝えられた後、各支局に伝達し、そこから警報を放送する方式をとっていた[16]。
- 第2世代 : Emergency Broadcast System (EBS） - テレビ局も参加。政府機関から専用回線で連絡を受けた基幹局が規格化された可聴域の警報信号を放送、各地方局がそれを復調してそれぞれ放送している番組を中断、警報を放送し、準備ができ次第大統領のメッセージを伝えるしくみであった。当初は国家レベルの有事を対象としていたが、後期には各地方の非常事態や気象の警報などにも活用されていた[16]。
- 第3世代 : Emergency Alert System (EAS) - 警報信号がデジタル符号化され、番組の中断や警報文の放送が自動化された。国家有事のほか、各州や郡単位の非常事態や気象警報、児童誘拐情報（アンバーアラート）などを対象としている[16]。
- （第4世代） : EAS、携帯電話やポケットベルなどを対象としたCommercial Mobile Alert System(CMAS)、NOAAの気象ラジオ放送などを統合したIntegrated Public Alert and Warning System (IPAWS)に移行する計画がある。各機関から放送局への電文をXML形式のCommon Alerting Protocol (CAP)に統一し、"Aggregator"と呼ばれる中間機関が情報を一本化して伝達精度を高める仕組み。一部で試行が行われている[16]。

### イギリス
イギリスには緊急警報放送に近い「Protect and Survive（プロテクト・アンド・サバイヴ：防護と生存）」という非常事態用マニュアルが存在し、東西冷戦時の1970年代から80年代まで冊子がイギリス国民に配布されたほか、BBCによりテレビ放映されていた。核攻撃時の避難方法から犠牲者の死体処理まで幅広くマニュアル化されている。
- Wartime Broadcasting Service（英語版） - イギリス各地にある地下シェルターに置かれた放送施設。
  - ウッドノートンホール（英語版）